# Biblioteka miejska w Sztokholmie
Biblioteka miejska w Sztokholmie (szwedzki: Stockholms stadsbibliotek lub Stadsbiblioteket) to budynek biblioteki w Sztokholmie, w Szwecji, zaprojektowany przez szwedzkiego architekta Gunnara Asplunda oraz jedna z najbardziej znanych budowli w mieście. Nazwa ta jest dziś       używana zarówno w odniesieniu do samej biblioteki głównej, jak i do miejskiego systemu bibliotecznego Sztokholmu.

## Historia
W 1918 r. Fundacja Knuta i Alice Wallenbergów przekazała miastu Sztokholm darowiznę w wysokości 1 miliona koron szwedzkich na utworzenie biblioteki publicznej, pod warunkiem, że Rada Miasta przeznaczy na ten cel 575 000 koron szwedzkich z Funduszu Forsgrén i przydzieli działkę pod budowę budynku. Fundacja przekazała kolejne 130 000 koron szwedzkich, po czym Rada Miejska podjęła decyzję o budowie budynku. W 1925 r. dodano kolejne 250 000 koron ze zwrotu funduszu darowizn szwedzkiej fundacij B A Danelii. Biblioteka została oficjalnie otwarta 31 marca 1928 r. w obecności księcia Eugeniusza, ministra spraw kościelnych Johna Almkvista, dyrektora Fundacji K.A.Wallenberga, wydawcy Karla Otto Bonniera i innych.
21 kwietnia 2018 r. 90-lecie biblioteki obchodzono podczas Nocy Kultury (corocznego festiwalu bibliotecznego), w której biblioteka miejska uczestniczyła drugi rok z rzędu.

## Architektura
Miasto powołało komitet ds. biblioteki publicznej, do którego Asplund dołączył w 1918 r. Początkowo pracował on nad planem urbanistycznym dla obszaru wokół parku Observatorielunden. Podczas podróży do Stanów Zjednoczonych zdał sobie sprawę, jak powinien rozplanować podstawowe założenia biblioteki z centralną salą do wypożyczania, otoczoną mniejszymi czytelniami i oświetlonymi dziedzińcami.

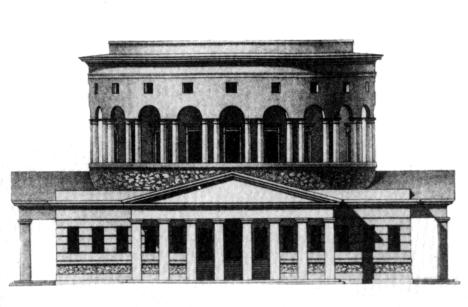
Barrière Saint-Martin, Paryż

Plan projektu został przedstawiony w 1922 r., a prace ruszyły dwa lata później. Asplund częściowo zainspirował się Barrière Saint-Martin (Rotonde de la Villette) w Paryżu autorstwa francuskiego architekta Claude'a Nicolasa Ledoux i porzucił swoje wcześniejsze pomysły dotyczące kształtu budynku. Zamiast kopuły zastosował rotundę, której wysoki walec nadaje bryle monumentalności. W trakcie planowania zredukował elementy klasycznego porządku do ich najbardziej abstrakcyjnych form geometrycznych, w większości eliminując dekoracje architektoniczne.
Biblioteka miejska w Sztokholmie była pierwszą szwedzką biblioteką publiczną, w której zastosowano zasadę otwartych półek, gdzie odwiedzający mogli uzyskać dostęp do książek bez konieczności proszenia personelu biblioteki o pomoc. Meble we wszystkich pomieszczeniach zostały zaprojektowane z myślą o ich konkretnych pozycjach i celach.
Podczas otwarcia w 1928 r. z powodu ograniczeń finansowych biblioteka wciąż nie posiadała zachodniego skrzydła, które zostało dodane dopiero w 1932 r., aby uzupełnić w przybliżeniu kwadratową podstawę wokół rotundy głównej czytelni.
Asplund zaprojektował też ukończony w 1931 roku położony nieco na południe park z dużym stawem i sklepami wzdłuż ulicy Sveavägen. Trzy proste budynki na zachód również stanowiły część oryginalnej koncepcji Asplunda, ale zostały zaprojektowane przez innych architektów, tj. Erika Lallerstedta (1929-30 i 1932) i Paula Hedqvista (1952-53).
Sztokholmska biblioteka miejska jest jednym z najważniejszych dzieł Asplunda i ilustruje jego stopniowe przejście od klasycyzmu do funkcjonalizmu. Jego proces twórczy miał miejsce podczas zmiany stylistycznej w szwedzkiej architekturze. Wczesne szkice budynku wciąż pokazują bardziej tradycyjny klasycyzm. Kiedy biblioteka została ukończona po dziesięciu latach pracy, stała się jednym z najważniejszych przykładów szwedzkiego klasycyzmu XX wieku - stylu, który reszta świata nazwała "szwedzką gracją". Budynek stał się wzorem dla innych budynków bibliotecznych w Szwecji, w tym Sali Koncertowej w Örebro. Mówi się, że projekt stacji metra Arnos Grove w północnym Londynie autorstwa Charlesa Holdena był oparty na tym na budynku sztokholmskiej biblioteki miejskiej.

## Aneks
W aneksie obok biblioteki miejskiej do jesieni 1995 r. mieściła się szkoła malarska Grünewalda. Następnie, do 1 września 2019 r., mieściła się tam "Biblioteka Międzynarodowa" oraz gazety i czasopisma biblioteki miejskiej ze 140 aktualnymi gazetami codziennymi i około 1200 czasopismami. Taka sama liczba wycofanych czasopism była przechowywana w magazynach.

## Plany rozbudowy
Latem 2006 r. Biuro Planowania Miasta Sztokholmu, we współpracy z Komisją Nieruchomości, Komisją Kultury i Komisją Gruntów, zorganizowało konkurs na propozycję rozbudowy biblioteki miejskiej. Otrzymano ponad tysiąc propozycji, z których sześć zostało nominowanych do rundy finałowej. 16 listopada 2007 r. ogłoszono, że wygrała propozycja Delphinium autorstwa niemieckiej architekt Heike Hanady. Interwencje w architekturę Asplunda i w pobliski park, których wymagała zwycięska propozycja, doprowadziły do debaty na temat alternatywnej lokalizacji dla nowej, rozbudowanej biblioteki.
12 października 2009 r. wszystkie plany rozbudowy biblioteki zostały anulowane, głównie z powodu gwałtownie rosnących kosztów związanych z projektem (1,4 mld zamiast 800 mln koron szwedzkich). Jednakże, według ówczesnej burmistrz miasta Madeleine Sjöstedt, ratusz "wziął pod uwagę krytykę" wyrażoną przez ICOMOS, Akademię Szwedzką i szereg innych organizacji. Historyk architektury Eva Eriksson powiedziała: "Delphinium zawodzi pod kilkoma względami. Jego ogromna objętość jest druzgocąca dla tego miejsca i degraduje starą bibliotekę do roli przybudówki."
W marcu 2012 r. Komisja Nieruchomości wraz z Komisją Kultury postanowiła zbadać potrzebę renowacji i rozbudowy biblioteki miejskiej. Miasto przeprowadziło przetarg architektoniczny. Spośród tych, którzy się zgłosili, wybrano pięć najbardziej odpowiednich firm architektonicznych i zaproszono je do złożenia ofert. Kontrakt otrzymały pracownia Caruso St John Architects wraz z Scheiwiller Svensson. Warunkiem wstępnym renowacji i rozwoju biblioteki miejskiej było również podjęcie przez polityków decyzji o kierunku projektu. Została ona podjęta w październiku 2015 r. przez Komisję Nieruchomości i Komisję Kultury, a następnie przez Radę Miasta w lutym 2016 r.

## Wpisanie na listę zabytków
Już w 1983 r. podniesiono kwestię wpisania biblioteki miejskiej na listę zabytków, a w 1992 r. Rada Miejska Sztokholmu zdecydowała, że miasto powinno zezwolić na wpisanie słynnego budynku Asplunda na taką listę. ICOMOS również zażądał, aby biblioteka, w tym aneks i park, były chronione na mocy ustawy o dziedzictwie kulturowym. Budynki biblioteki miejskiej zostały po raz pierwszy oznaczone niebieską etykietą w klasyfikacji historii kultury Muzeum Miejskiego budynków Sztokholmu. Oznacza to, że wartość kulturowo-historyczna budynków jest uważana przez Muzeum Miejskie za odpowiadającą wymogom dotyczącym zabytków budowlanych w ustawie o środowisku kulturowym. Jednak dopiero 27 listopada 2017 r. Rada Administracyjna Okręgu podjęła decyzję o uznaniu biblioteki Asplunda za budynek zabytkowy.

## Zbiory
Sztokholmska biblioteka miejska posiada ponad 2 miliony woluminów i 2,4 miliona kaset audio, płyt CD i audiobooków.
"Biblioteka Międzynarodowa" to sekcja języków obcych, mieszcząca się na dwóch piętrach aneksu za głównym budynkiem, w pobliżu placu Odenplan. Jej zbiory obejmują ponad 100 języków, w tym 17 000 woluminów w języku perskim, 15 800 w języku arabskim i 14 500 w języku hiszpańskim. W 2007 roku najczęściej wypożyczanymi językami były rosyjski (19 300 wypożyczeń), tajski, hiszpański, arabski, perski, chiński, polski i japoński. W przypadku niektórych z tych języków Sztokholm obsługuje biblioteki publiczne w pozostałej części Szwecji poprzez wypożyczenia międzybiblioteczne.

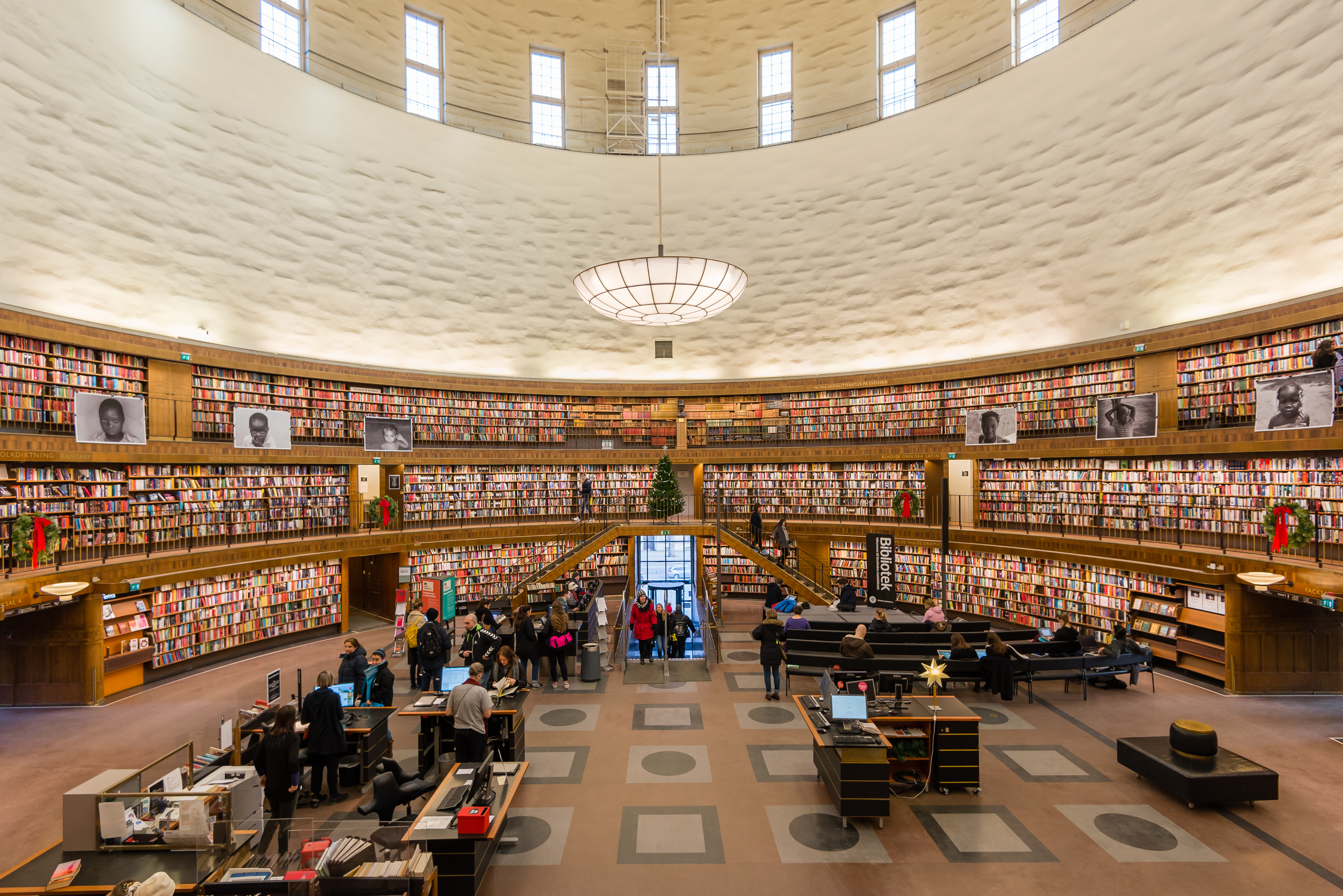
Wnętrze rotundy